# Viola Amherd

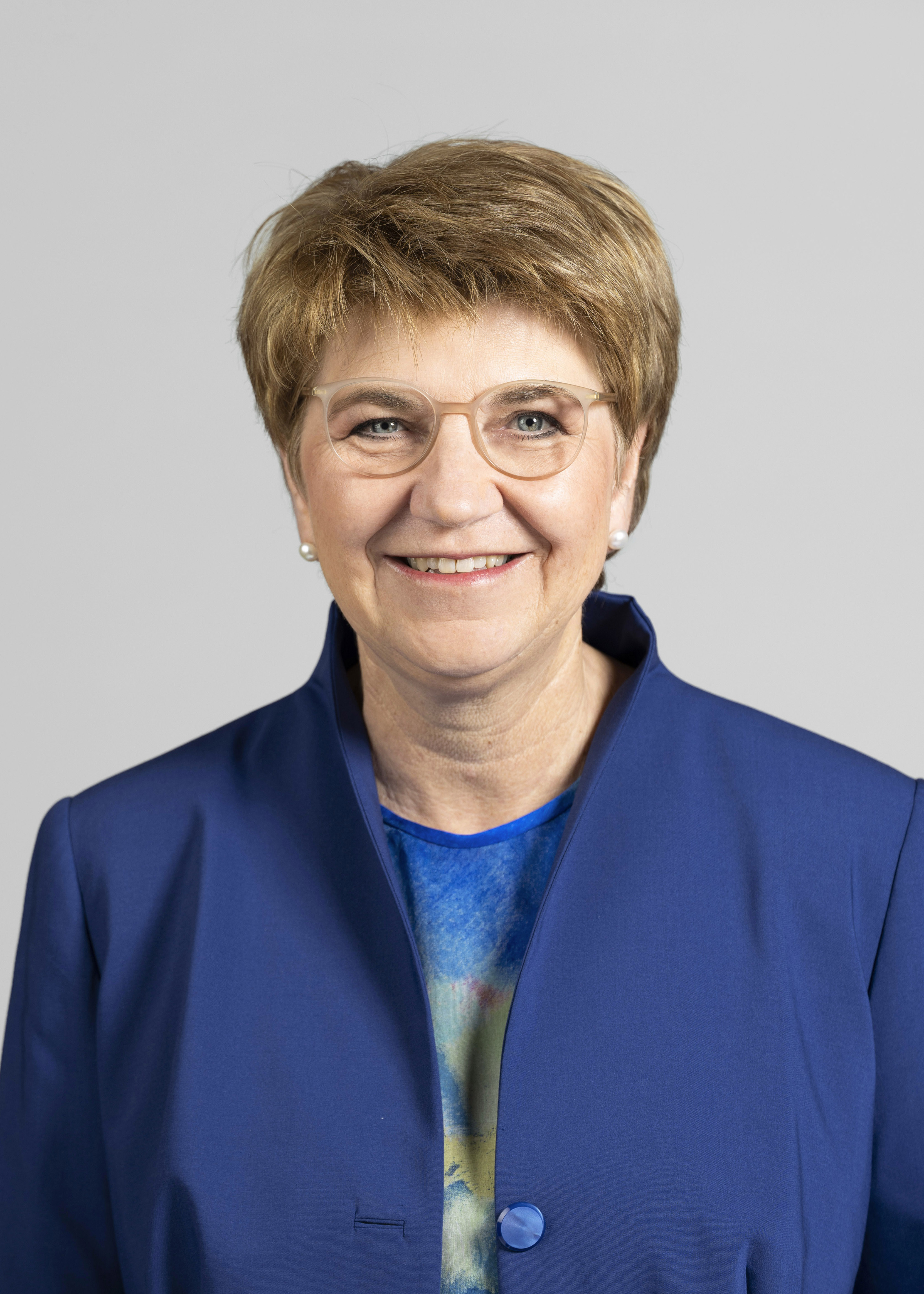
Bundesratsportrait von Viola Amherd des Jahres 2024

Viola Amherd (* 7. Juni 1962 in Brig-Glis, Kanton Wallis; heimatberechtigt in Brig-Glis, Zwischbergen und Naters) ist eine Schweizer Politikerin (Die Mitte, vormals CVP). Von 2018 bis 2025 war sie Bundesrätin und stand dem Eidgenössischen Departement für Verteidigung, Bevölkerungsschutz und Sport (VBS) vor.

## Leben
Viola Patricia Amherd besuchte von 1969 bis 1978 die Primar- und Sekundarschule in Brig-Glis. Von 1978 bis 1982 war sie am Kollegium in Brig, wo sie 1982 die Maturität Typus B ablegte. Von 1982 bis 1987 studierte sie Jurisprudenz an der Universität Freiburg. 1987 erhielt sie dort ein Lizentiat beider Rechte (siehe Doktor beider Rechte).
Von 1988 bis 1990 absolvierte Amherd ein Advokatur- und Notariatspraktikum in Brig-Glis. 1990 erhielt sie ein Notarsdiplom des Kantons Wallis und 1991 ein Anwaltsdiplom und Anwaltspatent des Kantons Wallis. Amherd war von 1991 bis 2018 selbständig als Advokatin und Notarin mit Büro in Brig-Glis tätig und von 1994 bis 2006 nebenamtliche Richterin der Eidgenössischen Personalrekurskommission.
Bis kurz nach ihrer Wahl in den Bundesrat war Amherd Mitglied zahlreicher Verwaltungsräte – zum Beispiel bei der BLS AG und der Migros Wallis.
Amherd ist ledig und wohnt in Bern und in Brig-Glis.

## Politik

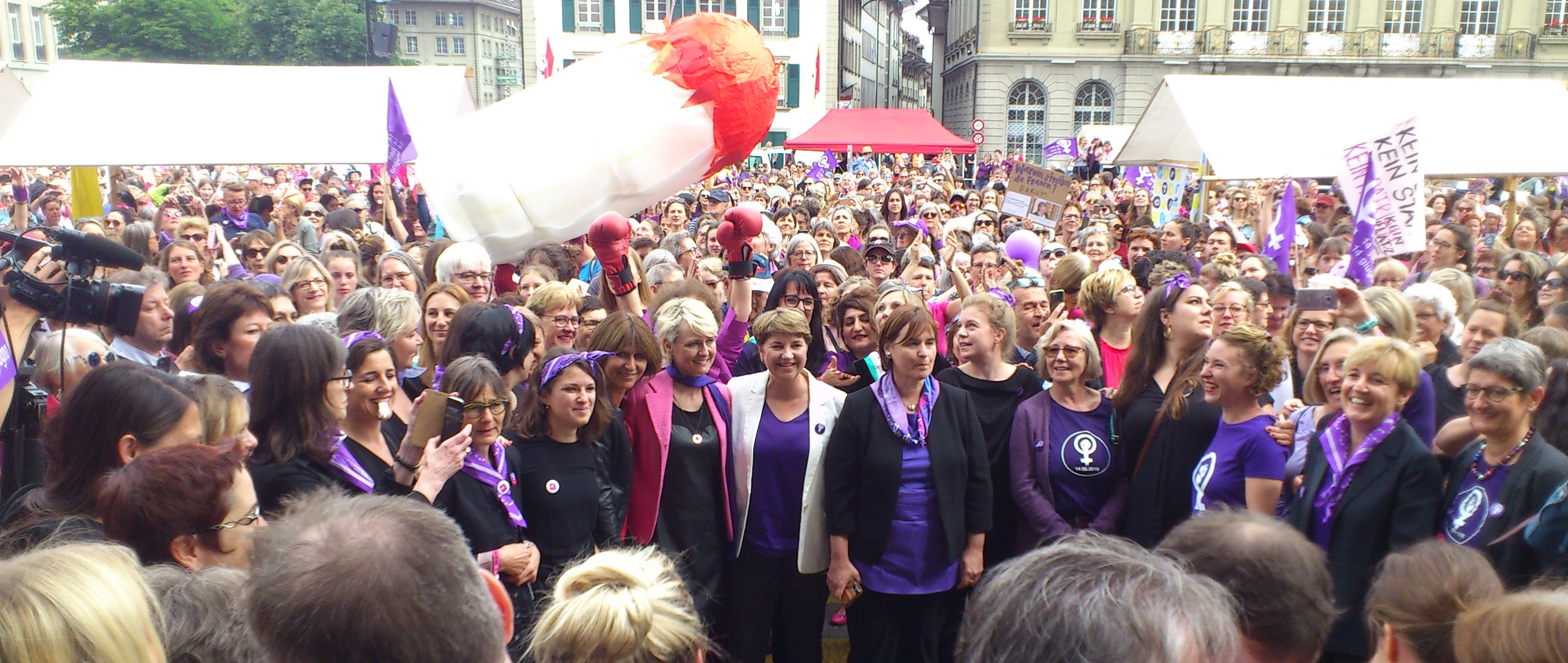
Bundesrätin Amherd am Frauenstreik (2019)

Von 1993 bis 1996 war Amherd Mitglied des Stadtrates von Brig-Glis (Exekutive), von 1997 bis 2000 Vizepräsidentin der Gemeinde Brig-Glis und von 2000 bis 2012 Präsidentin. 2005 rückte sie für Jean-Michel Cina in den Nationalrat nach. Sie war Mitglied in der Kommission für Verkehr- und Fernmeldewesen, Mitglied der Kommission für Rechtsfragen, Mitglied des Büros des Nationalrats sowie ab 2011 Vizepräsidentin der CVP-Bundeshausfraktion. Bei der CVP Oberwallis war sie Präsidiumsmitglied.

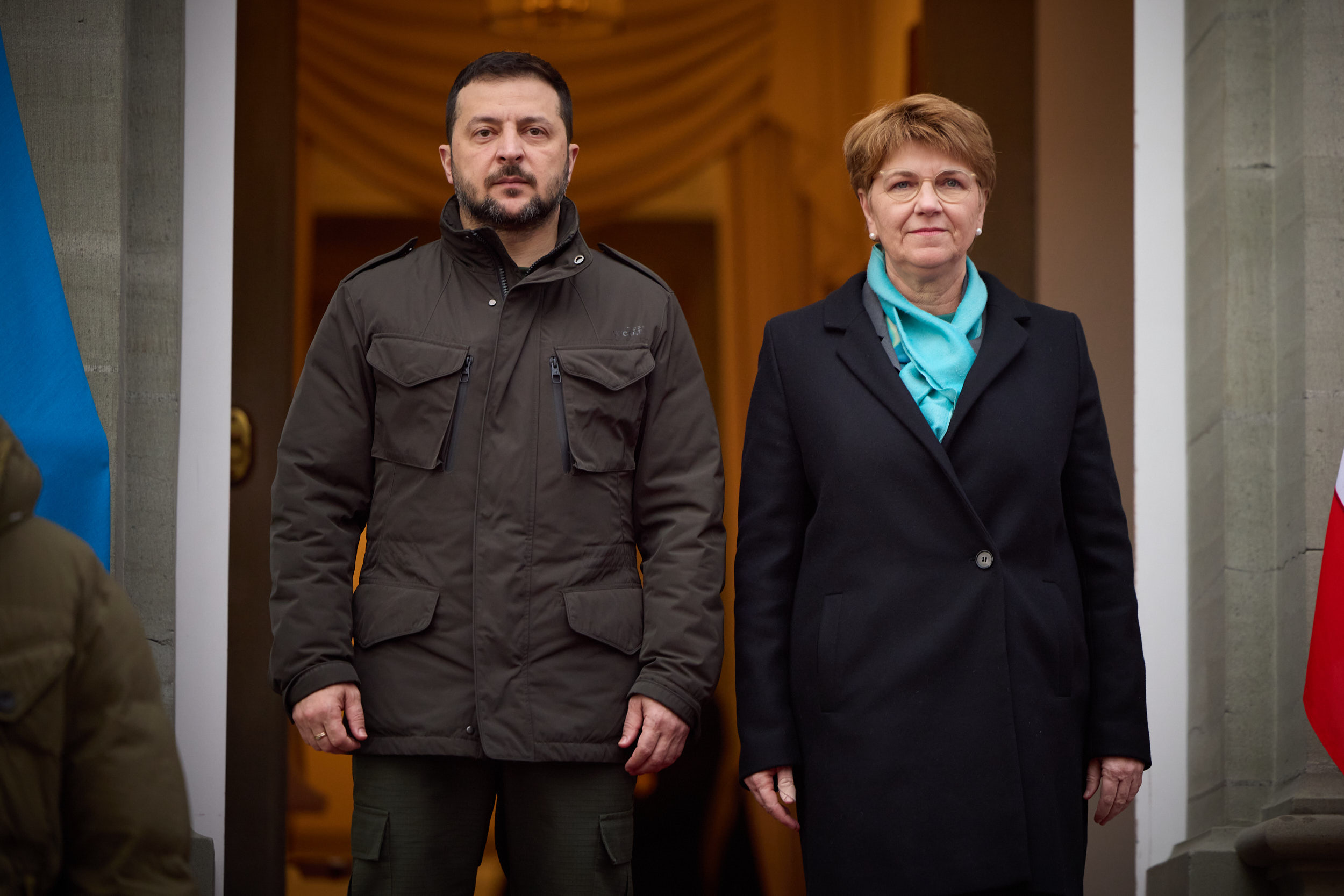
Bundespräsidentin Amherd und der ukrainische Präsident Wolodymyr Selenskyj

Am 24. Oktober gab sie ihre Kandidatur für die Ersatzwahl von Doris Leuthard vom 5. Dezember 2018 bekannt. Im Zuge von vorherigen Spekulationen über eine Bundesratskandidatur hatte der Walliser Bote am 9. Oktober 2018 berichtet, dass Amherd in ein zivilrechtliches Verfahren um einen Mietzinsstreit involviert ist. Die Parteien einigten sich 2020 aussergerichtlich. Am 16. November wurde Amherd neben Heidi Z’graggen von der CVP-Fraktion als Bundesratskandidatin nominiert. Am 5. Dezember 2018 wurde sie neben Karin Keller-Sutter (FDP) mit 148 Stimmen im ersten Wahlgang in den Bundesrat gewählt.
Am 10. Dezember 2018 gab der Bundesrat bekannt, dass Amherd ab dem 1. Januar 2019 dem Eidgenössischen Departement für Verteidigung, Bevölkerungsschutz und Sport vorstehen wird. Amherd ist damit die erste Frau an der Spitze des Schweizer Verteidigungsministeriums. Bei den Bundesratswahlen vom 13. Dezember 2023 wurde Vizepräsidentin Amherd turnusgemäss zur Bundespräsidentin für das Jahr 2024 gewählt.
Amherd gilt als gesellschaftsliberal, etwa weil sie im Wallis für die Fristenlösung kämpfte. Gleichzeitig habe sie als Vertreterin der Interessen der Bergkantone die Unterstützung der Konservativen.
Amherds persönliche Beraterin bis Ende 2024 war Brigitte Hauser-Süess, die Schwägerin von Nicolas Perrin, der wiederum 2019 vom Bundesrat und auf Vorschlag Amherds zum Verwaltungsratspräsidenten des Schweizer Rüstungskonzerns RUAG MRO Holding ernannt wurde.
Am 15. Januar 2025 gab sie in einer Pressekonferenz den Rücktritt aus dem Bundesrat per Ende März 2025 bekannt. Ihr Nachfolger Martin Pfister wurde bei der Bundesratswahl im März 2025 gewählt.

## Sonstiges
Amherd sagte zwölf Monate nach ihrem Amtsantritt als Verteidigungsministerin in einem Interview, sie telefoniere fast nur mit ihrem iPhone und habe ihr abhörsicheres Krypto-Handy noch nie verwendet. 
Amherd wurde dafür kritisiert.
Seit der globalen Überwachungs- und Spionageaffäre 2013 ist allgemein bekannt, dass ausländische Geheimdienste weltweit und automatisiert gezielt auch Minister und Regierungen befreundeter westlicher Staaten abhören. Während dieser Affäre war auch bekanntgeworden, dass der US-Auslandsgeheimdienst NSA die deutsche Bundeskanzlerin Angela Merkel abgehört hatte.

## Dokumentation
- Christof Franzen: Viola Amherd – Unterwegs mit der Verteidigungsministerin. In: SRF DOK, 7. Januar 2021 (YouTube)